# 산초 그라시아
산초 그라시아(Sancho Gracia, 1936년 9월 27일 ~  2012년 8월 8일)은 스페인의 배우이다.

## 출연 작품
- 현상금 사냥꾼 : 빌 킬패트릭 역